# Мишо Георгиев
Мишо Георгиев е български хайдутин и революционер, Стружки войвода на Вътрешната македоно-одринска революционна организация.

## Биография
Мишо Георгиев е роден в стружкото село Вишни, тогава в Османската империя. Става хайдутин и оглавява малка чета, с която властите не успяват да се справят. След появата на ВМОРО в 1894 година се присъединява към организацията.